# Brevianta ematheon
Brevianta ematheon is een vlinder uit de familie van de Lycaenidae. De wetenschappelijke naam van de soort werd als Papilio ematheon in 1777 gepubliceerd door Pieter Cramer.